# 중의학

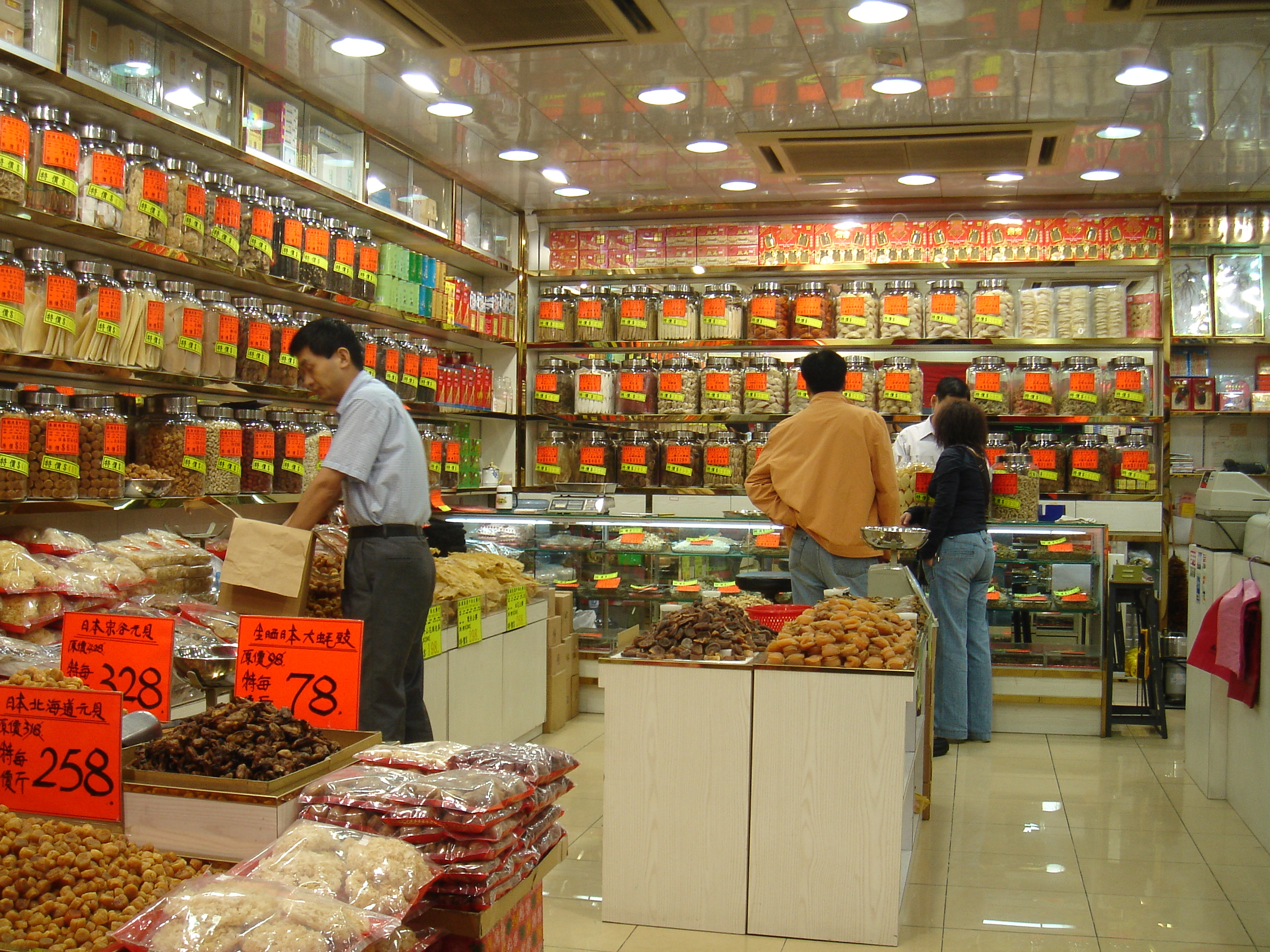
홍콩 젠사쥐 중국 전통 약재상

중의학(중국어 간체자: 中医学, 정체자: 中醫學, 병음: Zhōngyī xué, 영어: Traditional Chinese Medicine, TCM)은 수천년 동안 전해내려오는 중국의 고유 의학이다.
중국의 전통 의학을 대표하는 책으로는 《황제내경(黃帝內經)》과 《상한론(傷寒論)》이 있다. 《황제내경》은 저자와 성립 연대가 확실하지 않으나 전한(前漢) 시대에 저술된 것으로 추측된다. 이 책은 기초 의학, 즉 생리(生理)와 병리를 논한 서적으로는 중국의학을 대표한다. 소문(素問)과 영추(靈樞)로 나뉘는데 영추에서는 침구(鍼灸)를 상세히 기록하였다
.
《상한론》은 서기 200년경, 후한의 장기(張機, 字는 仲景)에 의해서 편찬되었다. 병(病)에 대한 치료법을 쓴 것으로, 임상 전문가에게는 귀중한 책이다. 병은 주로 외부의 사기(邪氣)가 체내에 들어감으로써 일어나는 것으로 설명하고, 그 진행 상태에 따라서 6종으로 나누었다. 맥박과 신체의 표면에 나타나는 증상을 보고 그것을 치료하는 약물과 그 조합(調合)을 상세히 기재하였다. 이 경우에 개개의 인체의 체질을 감안해서 다르게 적용한다.
《상한론》에서는 인체나 증상을 모두 음양(陰陽)으로 나누어 2원론(二元論)의 입장에서 설명하고 있다. 이에 대해 《황제내경》에서는 5행설을 취하여, 복잡한 이론을 만들었다. 후세의 의학에 미친 영향은 《상한론》이 훨씬 크다.
수·당 시대의 의서로서는 수대의 소원방(巢元方)의 《제병원후론(諸病源候論)》과 당대의 손사막(孫思邈)의 《천금방》이 있다. 《제병원후론》은 1,000여 종류의 병의 증상을 상세하고 구체적으로 기술하였으나, 병의 원인·진단·예후 및 치료에 대해서는 신비적이며 미신적인 내용이 약간 있다. 《천금방》은 질병의 진단 및 치료의 요점과 질병에 대한 약의 효용이 상세히 설명되어 있다.

## 개념
중의학은 신체를 통해 흐르는 생명력(기)의 불균형으로 인해 질병이 초래된다는 이론을 근거로 한다.
기는 음과 양의 반대되는 힘의 균형을 맞춤으로써 회복되는데, 음양은 신체에서 냉기와 열기, 내부 및 외부, 결핍 및 과다로 발현된다. 중의학은 다양한 질병을 치료하기 위해 약초 혼합물이 함유되는 제조법을 이용한다.

## 체계
중의학은 통합 의학, 보완 의학, 대체 의학으로 나눌 수 있다.

### 보완 의학
정통 의학과 함께 이용된 비정통 의료 행위를 가리킨다.

### 대체 의학
정통 의학 대신 이용된 비정통 의료 행위를 가리킨다.

### 통합 의학
건강, 치료 관계 및 전인적 인간에 초점을 맞춘 체계 안에서 타당한 정통 및 비정통 치료 접근법을 모두 이용하는 보건 관리이다.

## 보완 대체 의학 종류
보완 대체 의학은 크게 다섯 가지 범주의 의료 행위로 분류할 수 있다.
- 전일의학체계 - (아유르베다, 동종요법, 자연요법, 전통 중의학)
- 심신 요법 - (바이오 피드백, 지시적 심상, 최면요법, 명상, 이완기법)
- 생물학 기반 요법 - (약용 식물, 천연 제품 및 식이 보충제, 중금속 제거 요법, 식이 요법)
- 수기 및 신체 기반 요법 - (척추 교정 요법, 정골 도수 치료, 부황, 마사지, 뜸, 반사 요법, 괄사)

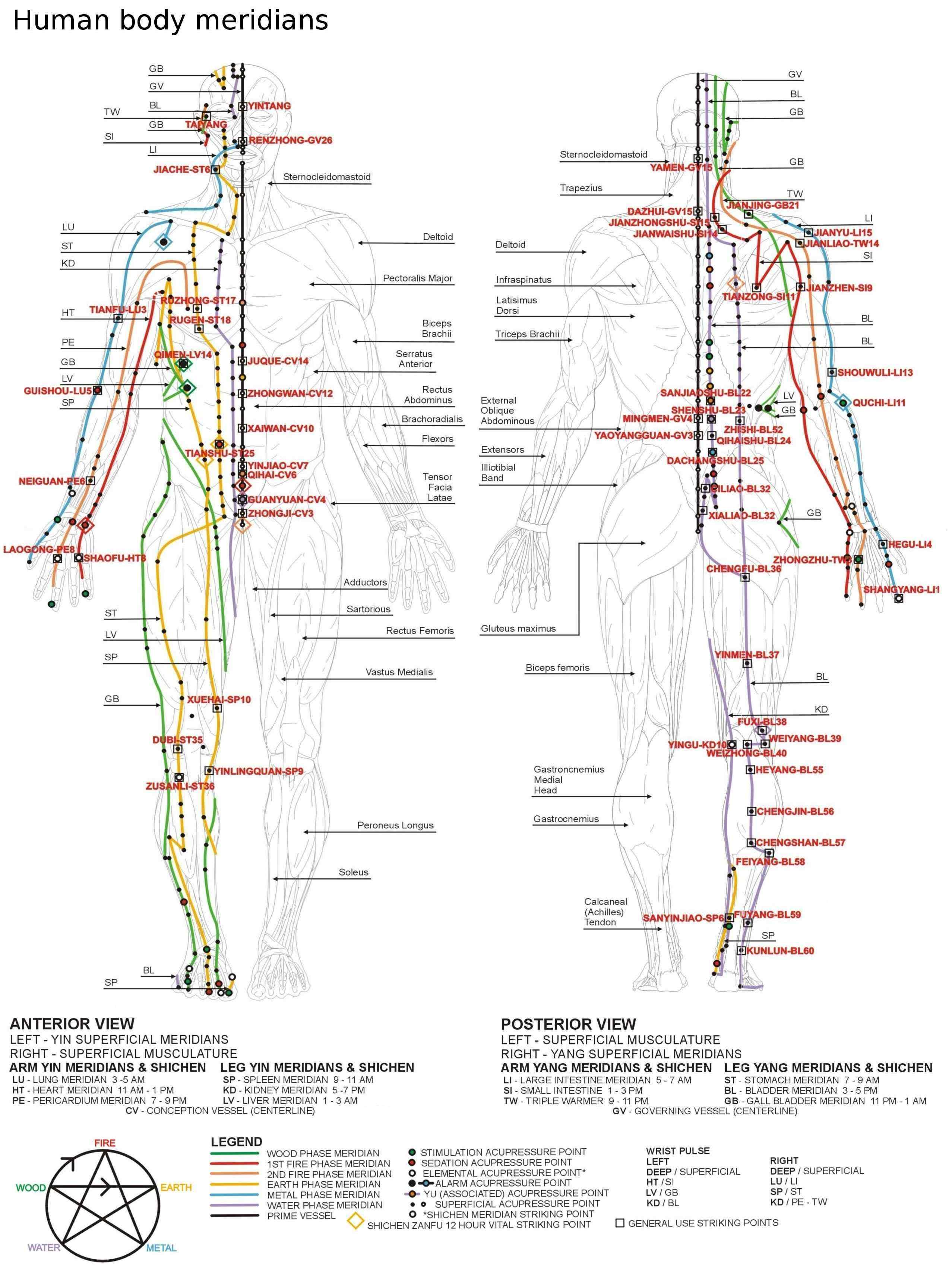
중국 의학 경헐

- 에너지 요법 - (침술, 기치료)

## 민간요법
민간에서 흔히 사용되는 질병 치료병으로 의사가 아닌 사람이 행하는 치료법이다.

### 황도 통조림
중국인들의 어릴 적 추억의 음식이자 북동부 지역에서는 감기 민간요법으로 통한다. 감기에 걸려 입맛이 없는 아이들의 입맛을 돋구는데 도움이 됐다. 또 아이들이 쓴 약을 먹고 나서 주는 ‘사탕’같은 역할을 하기도 했다. 중국어로 타오즈(桃子·복숭아)와 타오파오(逃跑·도망가다)의 앞글자는 발음이 같다. 그래서 병을 낫게 하는데 효과가 있다고 믿는 사람들도 있다. 하지만 중국 최대 통조림 제조사중 하나인 다롄린지아푸즈식품은 황도 통조림 자체에는 약효과가 없다고 밝혔다.

### 올챙이
살아있는 올챙이를 먹는 민간요법으로 중국 일부 농촌 지역에서 살아있는 올챙이를 먹는 모습을 흔히 볼 수 있다. 살아있는 올챙이를 먹으면 건강에 좋다고 믿기 때문. 하지만 소아과 의사는 올챙이에 기생충이 감염돼 있을 경우, 올챙이를 먹은 아이도 기생충에 의한 스파르가눔증에 감염될 수 있다고 설명했다.

### 달궈진 바위
햇볕으로 달아오른 바위에 몸을 기대면 혈액순환이 잘된다고 믿는 민간요법. 중국에서도 의견이 분분하다. 의학 전문가들은 함부로 따라 해서는 안된다고 경고했다.

### 기공요법
중국의 전통민간요법으로 호흡 조절과 정신을 안정하고 집중시키는 것을 규정대로 반복하여 기혈을 고르게 함으로써 몸을 튼튼하게 하고 병을 치료하는 방법이다. 뉴저지의치대 연구팀이 밝힌 바에 의하면 약물치효과의 한계와 부작용을 감안한다면 기공요법이 효과적인 대안치료가 될 수 있을것이라고 밝혔다.

### 괄사
괄사 刮痧(괄사 : 긁을 괄, 괴질 사): 중국 당나라시대부터 맥을 이어온 황실의 건강비법이다. 해독 작용을 하는 물소뿔과 은도구 등을 사용해 피부를 마사지하여 혈액순환을 돕고 간단한 마사지 방법으로 현대에 들어서 이어지고 있는 치료법이다.

## 중의학과 한의학
중의학은 수천 년동안 전해 내려오는 중국의 고유 의학이다. 한의학은 중국에서 전래돼 한국에서 발달된 고유의 전통 의학이다.
그리고 중의학은 명나라 때부터 온병학이라는 중국고유의 의학이 대두되어 청나라 이후에는 한국과 다른 의학적 경향으로 발전하였다. 그리고 한의학은 고대부터 존재했던 한국 고유 치료술 등이 조선 초기『향약집성방』등에서 일차 정리되고 『의방유취』의 간행으로 한국 전통의학의 틀이 갖추어지게 되었다. 이것은 『동의보감』, 『동의수세보원』으로 이어져 중국과는 다른 독자적인 의학전통으로 이어지게 되었다. 또한 중의학은 중의약,침구,골상 등으로 나눠진 반면 한의학은 모두를 포괄하고 체질의학을 가미하고 있어 학문 체계가 많이 다르다. 중의학은 질병을 치료해내는 질병중심의 의학인 반면 한의학은 인간의 체질적 특성과 자연과의 특성성이 있고, 그런 점에서 인간중심의 의학이라고 할 수 있다.

### 공통점
- 약재의 이름
- 기본적 이론 - (오행학설과 음양학설)

### 차이점
현대 중의학
```
약물의 사기오미(四气五味), 한열온량(寒热温凉), 귀경이론(归经理论)을 중시한다.
```

현대 한의학
```
중의학과는 달리 약물의 효능에 중점을 둔다.
```

## 치료 방법

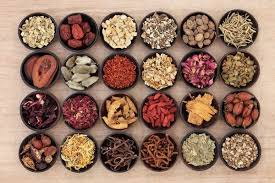
중국의 한약 재

일반적인 경구투여 등의 내과적 치료방법, 외용약제, 열찜질, 훈증, 세척 등의 외적 치료방법은 물론 독특한 침술, 부항, 마사지 등 치료방법이 풍부하고 다양하다. 기공, 기천 및 기타 비특수 치료 방법 약물 요법뿐만 아니라 약용 식단으로 대표되는 일상 음식요법도 있다.
일반적으로 완전한 학의학 처방에는 정서적 치료에 대한 지침(감정 조절), 식이 금기 사항(식단에서 주의해야 할 사항), 운동제안(수영, 달리기 등), 의학 침술, 뜸(처음 두 가지를 통칭하여 침술이라고 함), 마사지 등의 사용 그러므로 한의학에서는 질병을 치료할 때 몸과 마음의 통합이라는 관점에서 총체적인 접근을 취한다.
최근 몇 년 동안 근육 내 및 정맥 내 주사에 사용되는 전통적인 약물 주사 제제가 많이 등장했다. 또한, 약물의 대부분은 천연 동물, 식물, 광물, 비합성 화학 물질이며 대부분은 제제에 상응하는 길항제를 사용할 수 있다.
전통 중의학에 비해 현대 중의학은 침술, 전통 약물 주사 제제, 과학적인 한의학 등 혁신적인 발명품을 보유하고 있다.

## 같이 보기
- 한의학
- 티베트 의학
- 위구르 의학
- 몽골 의학
- 경혈
- 일본한방의학

## 참고 자료
1. ↑  DENG Yu et al，Ration of Qi with Modern Essential on Traditional Chinese Medicine Qi: Qi Set, Qi Element, JOURNAL OF MATHEMATICAL MEDICINE (Chinese), 2003, 16(4)
2. ↑  DENG Yu, ZHU Shuanli, Deng Hai, Generalized Quanta Wave with Qi on Traditional Chinese Medicine, JOURNAL OF MATHEMATICAL MEDICINE, 2002, 15(4)
3. ↑  Deng Yu, Zhu Shuanli, Xu Peng et al邓宇，朱栓立，徐彭，New Translator with Characteristic of Wu xing Yin Yang五行阴阳的特征与新英译，Chinese Journal of Integrative Medicine中国中西医结合杂志，2000, 20　(12)
4. ↑  Deng Yu邓宇,等; Fresh Translator of Zang Xiang Fractal five System藏象分形五系统的新英译，Chinese Journal of Integrative Medicine中国中西医结合杂志; 1999
5. ↑  Deng Yu邓宇等，Nature with Math Physics Yin Yang数理阴阳与实质, Journal of Mathematical Medicine数理医药学杂志, 1999年。
6. ↑  Millstine, Denise (2023.12.01). “전통 중의학(TCM)”. 《MSD 매뉴얼 일반인용》. 2023.12.01에 확인함.
7. ↑  “한의학의 특성:중국 의학과 차이점”. 대한의사협회. 2009.03.29.
8. ↑  이현식 기자 (2005.06.18). “[기획]"한의학과 중의학은 다른 학문"”. 의협신문. 2005.06.18에 확인함.
9. ↑  “전통 중의학(TCM)”. 2023년 12월 1일.